# دي هافيلاند دراغون
دي هافيلاند دي إتش 84 دراغون (بالإنجليزية: de Havilland Dragon)‏ هي طائرة رحلات جوية تجارية صغيرة ناجحة بمحركين، أنتجت في 1932 بالمملكة المتحدة. من صناعة وتصميم دي هافيلاند. كان أول طيران لها في 12 نوفمبر 1932. دخلت الخدمة في أبريل 1933، صنع منها 202 طائرة.